# Joachim Leopold Haupt

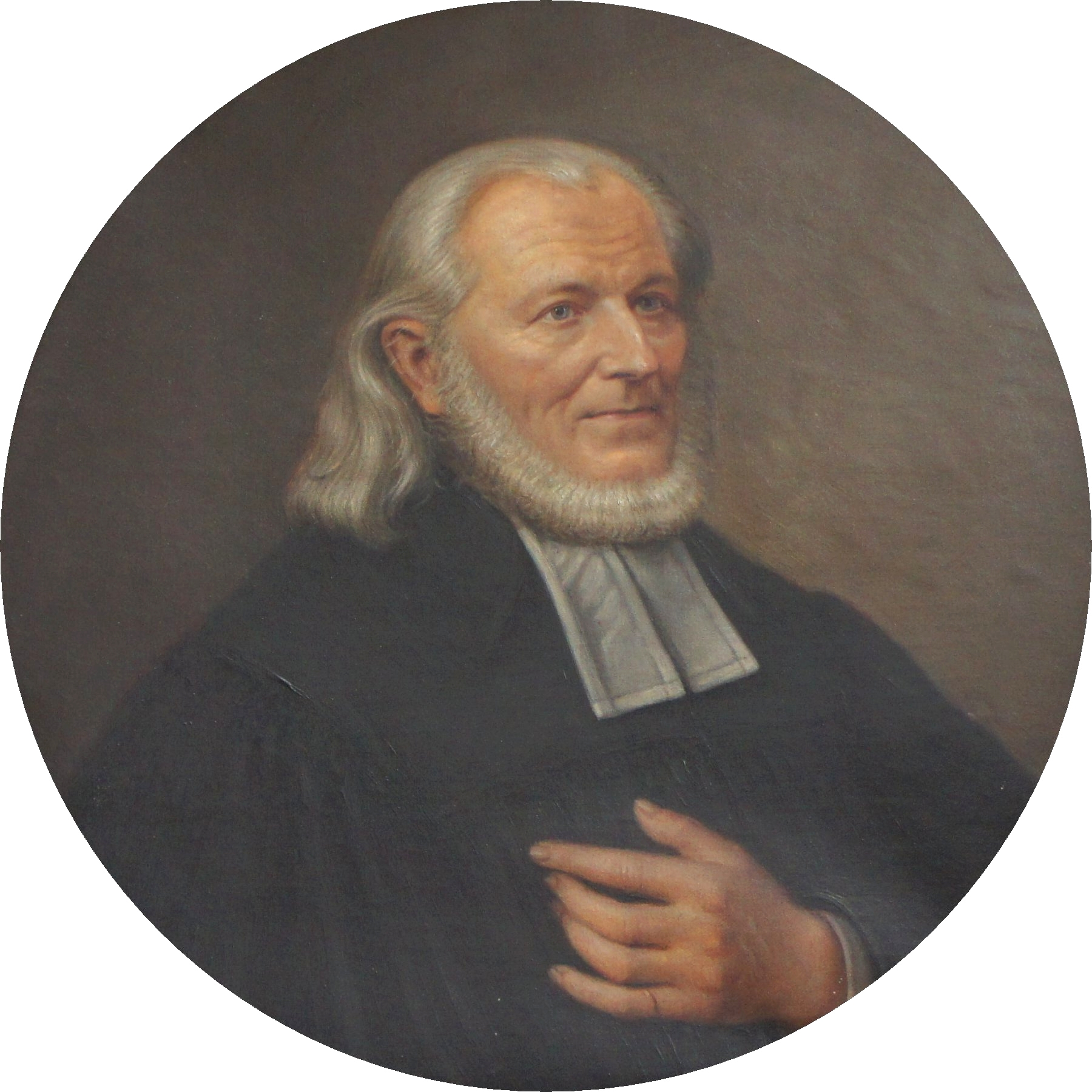
Porträt von Joachim Leopold Haupt in der St.-Peter-und-Paul-Kirche in Görlitz

Joachim Thomas Leopold Haupt (* 1. August 1797 in Baudach bei Sommerfeld; † 9. Februar 1883 in Görlitz) war ein deutscher evangelischer Pfarrer, Heimatforscher und Volkskundler.

## Leben

### Familie und Ausbildung
Haupt wurde als Sohn des Pfarrers zu Baudach (heute Ortsteil der Gmina Jasień) in der Niederlausitz geboren. Er hatte noch einen Bruder und drei Schwestern. Sein älterer Bruder fiel als Freiwilliger 1815 während der Befreiungskriege in der Schlacht bei Waterloo. Er wurde zunächst von seinem Vater unterrichtet und besuchte von 1812 bis 1816 das Gymnasium in Sorau. Noch 1816 begann er ein Studium der Theologie an der Universität Leipzig, das er 1821 mit dem ersten theologischen Examen beenden konnte. Während seiner Studienzeit wurde er Mitglied des Corps Lusatia und war 1818 Mitbegründer der Leipziger Burschenschaft.

### Beruflicher Werdegang
Von 1822 bis 1824 war er Hauslehrer bei der Familie von Seidlitz in Kattern bei Breslau. Das zweite theologische Examen konnte er auf Grund der Demagogenverfolgung an den deutschen Universitäten erst 1825 ablegen, nachdem er persönlich beim preußischen Justizminister Karl Albert von Kamptz vorstellig wurde.
Ab 1825 übernahm Haupt das Pfarramt im schlesischen Kottwitz und 1830, wegen der besseren Besoldung, das Pfarramt in Freiwaldau. Bereits zwei Jahre später wurde er nach Görlitz berufen, als Ordinarius an die Dreifaltigkeitskirche. Da die Stelle nur mit 600 Talern dotiert war, musste er seine Einnahmen mit Religionsunterricht an den oberen Klassen der Realschule in Görlitz aufbessern. Von 1835 bis 1845 übernahm er zusätzlich das Sekretariat und die Bibliothek der Oberlausitzischen Gesellschaft der Wissenschaften, deren Mitglied er seit 1832 war und bis an sein Lebensende blieb. Dort hatte er Umgang mit namhaften Persönlichkeiten auf allen Gebieten der Wissenschaften.
1848 wurde Haupt zweiter Prediger an der Görlitzer Peterskirche und 1867 zum Pastor primarius ernannt. Am 3. April 1876 konnte er sein 50-jähriges Amtsjubiläum feiern. Ein Jahr später, mit 80 Jahren, wurde seinem Antrag nach Emeritierung stattgegeben. Joachim Leopold Haupt starb am 9. Februar 1883, im Alter von 85 Jahren, nach kurzer schwerer Krankheit in Görlitz.

### Ehe und Nachkommen
Joachim Leopold Haupt heiratete am 25. April 1826 Friederike Auguste (1800–1883), die Tochter des Superintendenten Johann Gottfried Braun aus Sorau. Das Paar hatte fünf Kinder, zwei Söhne und drei Töchter. 1882 starben sein Sohn Karl und die Tochter Mathilde. Karl Haupt wurde wie sein Vater Pastor, zuletzt in Lerchenborn in Niederschlesien. Den Nekrolog auf seinen Sohn Karl verfasste Joachim Leopold Haupt selbst.

### Schrifttum
Noch während seines Studiums in Leipzig verfasste und veröffentlichte er 1820 die Abhandlung Landsmannschaften und Burschenschaft. Große Verdienste erwarb er sich bei der Förderung der Deutsch-Sorbischen Kulturbeziehungen. 1836 veranlasste er ein Preisausschreiben zur Sammlung sorbischer Volkslieder. Im Ausschreibungstext wurden deutsche Übersetzung und Kommentare sowie eine Sammlung von Märchen, Parabeln, Fabeln, Sagen und Sprichwörtern gefordert. In der Folge erschien 1841 und 1842 das Werk Volkslieder der Wenden in der Ober- und Nieder-Lausitz in zwei Bänden, das er zusammen mit Jan Arnošt Smoler (Johann Ernst Schmaler) herausgab und das noch heute eine wesentliche Grundlage sorbischer Volkskunde ist. 1839 und 1841 veröffentlichte er die Sammlung Scriptores rerum Lusaticarum. Sammlung ober- und niederlausitzischer Geschichtschreiber.
Wichtige geistliche und theologische Schriften waren unter anderem 1847 Hiob, ein Gespräch über die göttliche Vorsehung, 1854 Sechs alttestamentliche Psalmen mit den entzifferten Singweisen und rhythmischer Übersetzung, 1857 die Geschichte der evangelischen Hauptpfarrkirche zu St. Peter und Paul in Görlitz sowie 1880 eine poetische Übertragung der Nachfolge Christi des Thomas von Kempen. Zahlreiche Aufsätze und kleinere Werke schrieb er für die Vereinszeitschrift der Oberlausitzischen Gesellschaft der Wissenschaften das Neue Lausitzische Magazin, das er jahrelang selbst herausgab.

## Veröffentlichungen (Auswahl)
- Landsmannschaften und Burschenschaft. Ein freies Wort über die geselligen Verhältnisse der Studierenden auf den teutschen Hochschulen. Leipzig 1820, (Digitalisat).
- Scriptores rerum Lusaticarum. Sammlung ober- und niederlausitzischer Geschichtschreiber. zusammen mit Jan Arnošt Smoler.
  - Neue Folge. Erster Band. Görlitz 1839 (Digitalisat).
  - Neue Folge. Zweiter Band. Görlitz 1841 (Digitalisat).
- Volkslieder der Wenden in der Ober- und Nieder-Lausitz.
  - Erster Theil: Volkslieder der Wenden in der Oberlausitz. Grimma 1841 (Digitalisat).
  - Zweiter Theil: Volkslieder der Wenden in der Niederlausitz. Grimma 1843 (Digitalisat).
- Hiob, ein Gespräch über die göttliche Vorsehung. Leipzig 1847 (Digitalisat).
- Sechs alttestamentliche Psalmen mit den entzifferten Singweisen und rhythmischer Übersetzung. Leipzig 1854. (Digitalisat).
- Geschichte der evangelischen Hauptpfarrkirche zu St. Peter und Paul in Görlitz. Görlitz 1857.
- Metrische Übersetzung einiger Psalmen. Görlitz 1865.
- Von der poetischen Übertragung des Thomas a Kempis Nachfolge Christi. Görlitz 1880.